# Google Talk
Google Talk, spesso abbreviato come GTalk, era un servizio di Voice over IP e di messaggistica istantanea offerto da Google, confluito il 15 maggio 2013 nella piattaforma Google Hangouts. La prima versione di Google Talk è uscita il 24 agosto 2005 ed era formata sia dal servizio che da un client per connettersi a questo servizio. Diversamente da altri sistemi di messaggistica istantanea, Google Talk usa un protocollo aperto, XMPP, per la parte di messaggistica ed incoraggia l'uso di altri client per la connessione al servizio offerto.
Al momento del lancio nel mercato, il client Google Talk era disponibile solo per Windows (2000, XP, Server 2003); gli utenti di altri sistemi operativi hanno la possibilità di connettersi con altri client XMPP, come Psi o Miranda IM per versioni più vecchie di Microsoft Windows, iChat o Adium per macOS e Pidgin per Linux. Per interagire mediante chat testuale è sufficiente usare un programma in grado di comunicare con il protocollo XMPP, mentre un ulteriore supporto per il protocollo Jingle è necessario per usufruire del servizio di fonia. Un esempio di client che lo implementino su piattaforma Linux è Empathy, Pidgin o Kopete solo per citarne alcuni. Sebbene la versione di Jingle implementata da Google sia diversa dalla specifica originale, attualmente la maggior parte del software che dichiara supporto per questo protocollo si limita ad essere compatibile con Gtalk.
Da agosto 2006 Google ha implementato il trasferimento dei file, una funzione molto richiesta.

## Aspetti tecnici
Google ha annunciato che lo scopo principale del servizio Google Talk è l'interoperabilità. Google Talk usa il protocollo XMPP per gestire la messaggistica in real-time e la gestione della presenza. Il 17 gennaio 2006, Google ha abilitato la comunicazione server-to-server, federandosi con ogni server in grado di supportare il protocollo. 
Il 15 dicembre 2005, Google ha pubblicato libjingle, una libreria che implementa Jingle, un insieme di estensioni che migliorano il protocollo XMPP per permettere la comunicazione audio, video o altri sessioni peer-to-peer multimediali. Libjingle è la libreria usata da Google ed è stata pubblicata con licenza BSD.
Google Talk non cifra il flusso dati XMPP, usa invece un modo non documentato e non standard per autenticarsi, prendendo un token da un server web sicuro. Gli altri client sono costretti ad autenticarsi usando una connessione TLS, che li costringe a rimanere cifrata per tutta la connessione. Secondo Google tutta la comunicazione verrà cifrata in versioni future del prodotto.
Google Talk richiede l'attivazione di un account Google. Può essere avviato in locale dal proprio computer, da Google+, oppure da webmail entrando nel proprio account di posta.

## Commenti e critiche
Inizialmente il nuovo servizio, al contrario della filosofia di Gmail di mantenere tutte le informazioni su oltre sette gigabyte di dati, non aveva in log più di 20 linee di testo e non gestiva i messaggi offline. Inoltre Google Talk non permetteva di cercare tra i vecchi messaggi inviati.
L'azienda ha risolto questi problemi offrendo la possibilità di salvare tutte le conversazioni nella propria casella di posta di Gmail e sfruttare il relativo servizio di ricerca interna andando così verso l'integrazione dell'email con la messaggistica istantanea.
Successivamente vi era anche possibile inviare messaggi audio offline (voicemail).
Un'altra critica che viene fatta a Google Talk era che, sebbene permetteva la comunicazione vocale tra PC e PC, non permetteva di chiamare telefoni della linea tradizionale (PSTN).
Questo servizio era però disponibile attraverso un gateway (gtalk2voip.com) sebbene non era immediato nell'uso.
Originale la possibilità di utilizzare GTalk dal web, senza necessità di installare alcun software, semplicemente entrando nella propria casella Gmail. L'uso di Gtalk attraverso Gmail era limitato alla chat testuale, ma installando un piccolo software da circa 1,5 MB era possibile effettuare chiamate audiovideo. Con l'arrivo di Google+, la chat diventa disponibile su questo servizio anche senza disporre dell'e-mail di chi aggiungi alle Cerchie, era semplicemente necessario accettare l'invito per poter chattare.
Vi era pure una versione web "sidebar", pensata da tenere aperta nel Browser mentre si naviga.